# 中国人民解放军海军陆战队独立航空兵旅
海军陆战队独立航空兵旅（英語：Marine Separate Aviation Briagde），是中国人民解放军海军陆战队现行编制下成立的第一个航空兵旅，现驻地为安徽省明光市。

## 发展历程
2017年，随着中国人民解放军海军的现代化水平有了显著提升，海军陆战队也逐步建立成一支具备快速反应和远征作战能力的部队，独立海军陆战队航空兵旅正是在这种环境下应运而生。这也是海军陆战队下属的首个航空兵部队，预计将为各个陆战旅的空中突击营提供支援。
2020年4月，该旅的首批飞行员训练班结业，并很快在复杂气候与低能见度条件下进行了一次演习。美国国防部认为该旅的战斗力形成速度“令人震惊”，并认为该旅最迟于2020年底开始具备初始作战能力，在其发布的《2021年中国军力报告》中还提到该旅战斗力的快速形成将大幅度提高中国人民解放军海军陆战队的远洋作战能力。